# Lleyton Hewitt
Lleyton Hewitt (* 24. února 1981 Adelaide, Austrálie) je bývalý profesionální australský tenista.
Na 1. místě žebříčku ATP byl nepřetržitě od listopadu 2001 do června 2003. Do té doby také spadají jeho největší úspěchy: dvě vítězství v grandslamových turnajích – US Open v roce 2001 a Wimbledon v roce 2002. Celkově dokázal za svoji kariéru vyhrát 30 turnajů série ATP ve dvouhře. Kariéru ukončil na domácím grandslamu Australian Open v roce 2016, kde v posledním profesionálním zápase prohrál s Davidem Ferrerem 2–6, 4–6, 4–6.
Stal se prvním mužským hráčem v otevřené éře Wimbledonu, který jako obhájce vítězství z roku 2002 v následujícím ročníku vypadl ihned v prvním kole. Zápas s Chorvatem Ivem Karlovićem prohrál 6–1, 6–75, 3–6, 4–6. Jediným dalším tenistou ve stejné roli se před ním stal v roce 1967 Manuel Santana, který jako obhájce podlehl na úvod Charliemu Pasarellovi.
V roce 2022 byl uveden do Mezinárodní tenisové síně slávy.

## Finále na Grand Slamu

### Mužská dvouhra: 4 (2–2)
| Stav      | rok  | turnaj          | povrch | soupeř ve finále | výsledek           |
| --------- | ---- | --------------- | ------ | ---------------- | ------------------ |
| Vítěz     | 2001 | US Open         | tvrdý  | Pete Sampras     | 7–6(7–4), 6–1, 6–1 |
| Vítěz     | 2002 | Wimbledon       | tráva  | David Nalbandian | 6–1, 6–3, 6–2      |
| Finalista | 2004 | US Open         | tvrdý  | Roger Federer    | 0–6, 6–7(3–7), 0–6 |
| Finalista | 2005 | Australian Open | tvrdý  | Marat Safin      | 6–1, 3–6, 4–6, 4–6 |

### Mužská čtyřhra: 1 (1–0)
| Stav  | rok  | turnaj  | povrch | spoluhráč  | soupeři ve finále         | výsledek           |
| ----- | ---- | ------- | ------ | ---------- | ------------------------- | ------------------ |
| Vítěz | 2000 | US Open | tvrdý  | Max Mirnyj | Ellis Ferreira Rick Leach | 6–4, 5–7, 7–6(7–5) |

### Smíšená čtyřhra: 1 (0–1)
| Stav      | rok  | turnaj    | povrch | spoluhráčka      | soupeři ve finále             | výsledek      |
| --------- | ---- | --------- | ------ | ---------------- | ----------------------------- | ------------- |
| Finalista | 2000 | Wimbledon | tráva  | Kim Clijstersová | Kimberly Poová Donald Johnson | 4–6, 6–7(3–7) |

## Finálové účasti na turnajích ATP Tour

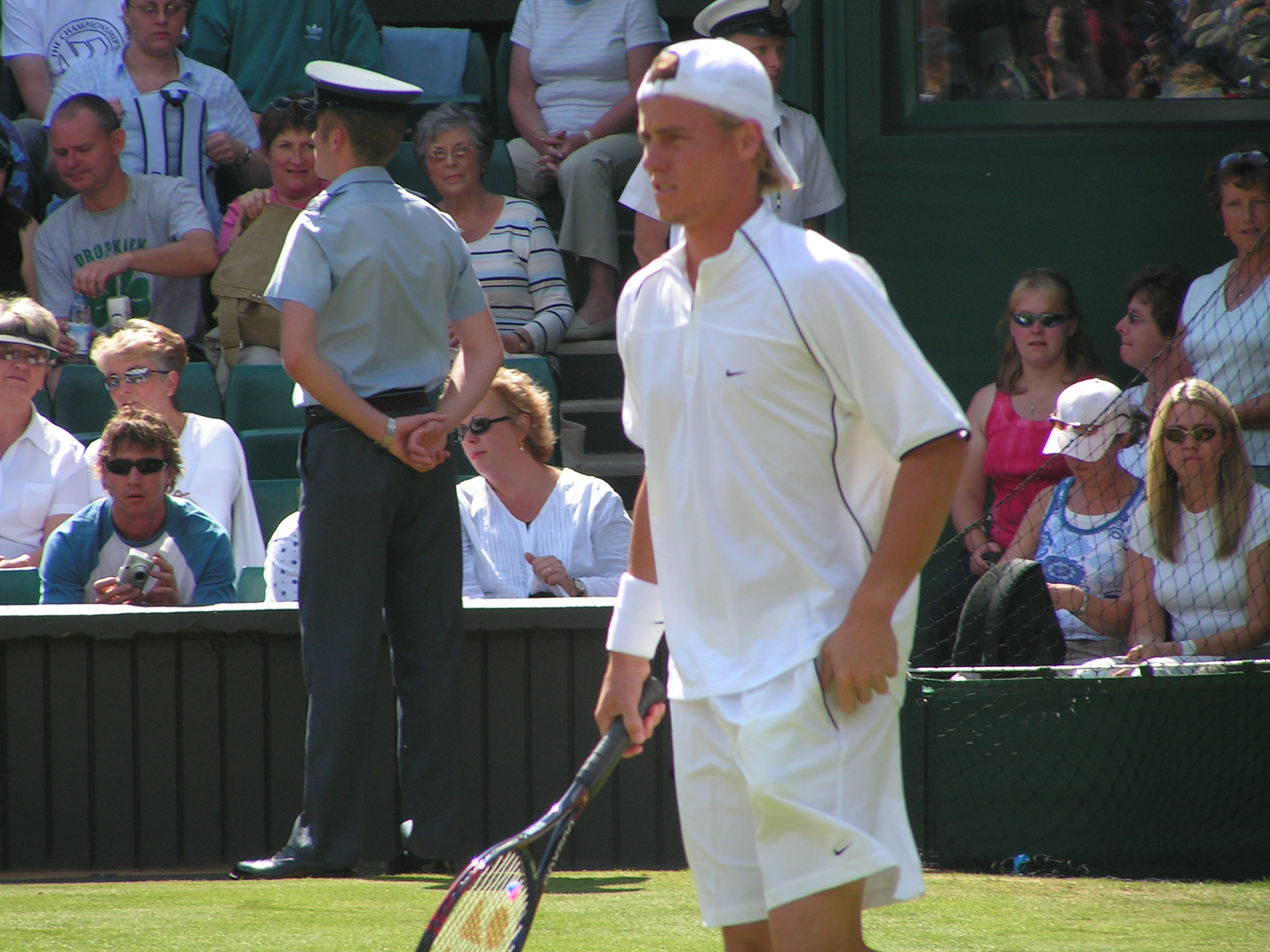
Lleyton Hewitt ve Wimbledonu roku 2004.

| Legenda (před/od 2009)                                      |
| D – dvouhra; Č – čtyřhra                                    |
| Grand Slam (2–2 D; 1–0 Č)                                   |
| Turnaj mistrů (2–1 D)                                       |
| ATP Masters Series / ATP Tour Masters 1000 (2–5 D)          |
| ATP International Series Gold / ATP Tour 500 (2–0 D; 1–1 Č) |
| ATP International Series / ATP Tour 250(22–8 D; 1–4 Č)      |

| Tituly dle povrchu     |
| ---------------------- |
| tvrdý (20–12 D; 2–4 Č) |
| tráva (8–2 D; 1–0 Č)   |
| antuka (2–0 D; 0–1 Č)  |
| koberec (0–2 D)        |

| Č.  | Datum              | Turnaj                                | Povrch    | Soupeř ve finále    | Výsledek                |
| 1.  | 11. ledna 1998     | Adelaide, Austrálie                   | tvrdý     | Jason Stoltenberg   | 3–6, 6–3, 7–6(4)        |
| 2.  | 9. května 1999     | Delray Beach, Spojené státy           | antuka    | Xavier Malisse      | 6–4, 6–7(2), 6–1        |
| 3.  | 9. ledna 2000      | Adelaide, Austrálie                   | tvrdý     | Thomas Enqvist      | 3–6, 6–3, 6–2           |
| 4.  | 16. ledna 2000     | Sydney, Austrálie                     | tvrdý     | Jason Stoltenberg   | 6–4, 6–0                |
| 5.  | 12. března 2000    | Scottsdale, Spojené státy             | tvrdý     | Tim Henman          | 6–4, 7–6(2)             |
| 6.  | 18. června 2000    | Queen's Club, Spojené království      | tráva     | Pete Sampras        | 6–4, 6–4                |
| 7.  | 14. ledna 2001     | Sydney, Austrálie                     | tvrdý     | Magnus Norman       | 6–4, 6–1                |
| 8.  | 17. června 2001    | Queen's Club, Spojené království      | tráva     | Tim Henman          | 7–6(3), 7–6(3)          |
| 9.  | 24. června 2001    | 's-Hertogenbosch, Nizozemsko          | tráva     | Guillermo Cañas     | 6–3, 6–4                |
| 10. | 9. září 2001       | US Open, New York, Spojené státy      | tvrdý     | Pete Sampras        | 7–6(4), 6–1, 6–1        |
| 11. | 7. října 2001      | Tokio, Japonsko                       | tvrdý     | Michel Kratochvil   | 6–4, 6–2                |
| 12. | 18. listopadu 2001 | Sydney, Austrálie                     | tvrdý (h) | Sébastien Grosjean  | 6–3, 6–3, 6–4           |
| 13. | 3. března 2002     | San José, Spojené státy               | tvrdý (h) | Andre Agassi        | 4–6, 7–6(6), 7–6(4)     |
| 14. | 17. března 2002    | Indian Wells, Spojené státy           | tvrdý     | Tim Henman          | 6–1, 6–2                |
| 15. | 16. června 2002    | Queen's Club, Spojené království      | tráva     | Tim Henman          | 4–6, 6–1, 6–4           |
| 16. | 7. července 2002   | Wimbledon, Londýn, Spojené království | tráva     | David Nalbandian    | 6–1, 6–3, 6–2           |
| 17. | 17. listopadu 2002 | Šanghaj, Čína                         | tvrdý (h) | Juan Carlos Ferrero | 7–5, 7–5, 2–6, 2–6, 6–4 |
| 18. | 9. března 2003     | Scottsdale, Spojené státy             | tvrdý     | Mark Philippoussis  | 6–4, 6–4                |
| 19. | 16. března 2003    | Indian Wells, Spojené státy           | tvrdý     | Gustavo Kuerten     | 6–1, 6–1                |
| 20. | 18. ledna 2004     | Sydney, Austrálie                     | tvrdý     | Carlos Moyà         | 4–3, skreč              |
| 21. | 22. února 2004     | Rotterdam, Nizozemsko                 | tvrdý (h) | Juan Carlos Ferrero | 6–7(1), 7–5, 6–4        |
| 22. | 22. srpna 2004     | Washington, Spojené státy             | tvrdý     | Gilles Müller       | 6–3, 6–4                |
| 23. | 29. srpna 2004     | Long Island, Spojené státy            | tvrdý     | Luis Horna          | 6–3, 6–1                |
| 24. | 16. ledna 2005     | Sydney, Austrálie                     | tvrdý     | Ivo Minář           | 7–5, 6–0                |
| 25. | 18. června 2006    | Queen's Club, Spojené království      | tráva     | James Blake         | 6–4, 6–4                |
| 26. | 4. března 2007     | Las Vegas, Spojené státy              | tvrdý     | Jürgen Melzer       | 6–4, 7–6(10)            |
| 27. | 12. dubna 2009     | Houston, Spojené státy                | antuka    | Wayne Odesnik       | 6–2, 7–5                |
| 28. | 12. června 2010    | Halle, Německo                        | tráva     | Roger Federer       | 3–6, 7–6(7–4), 6–4      |
| 29. | 5. ledna 2014      | Brisbane, Austrálie                   | tvrdý     | Roger Federer       | 6–1, 4–6, 6–3           |
| 30. | 13. července 2014  | Newport, Spojené státy                | tráva     | Ivo Karlovič        | 6–3, 6–7(4–7), 7–6(7–3) |

### Dvouhra – prohry (16)
| Č.  | Datum              | Turnaj                                | Povrch      | Vítěz               | Výsledek                         |
| 1.  | 10. ledna 1999     | Adelaide, Austrálie                   | tvrdý       | Thomas Enqvist      | 4–6, 6–1, 6–2                    |
| 2.  | 7. března 1999     | Scottsdale, Spojené státy             | tvrdý       | Jan-Michael Gambill | 7–6(2), 4–6, 6–4                 |
| 3.  | 24. října 1999     | Lyon, Francie                         | koberec (h) | Nicolás Lapentti    | 6–3, 6–2                         |
| 4.  | 5. listopadu 2000  | Stuttgart, Německo                    | tvrdý (h)   | Wayne Ferreira      | 7–6(6), 3–6, 6–7(5), 7–6(2), 6–2 |
| 5.  | 11. srpna 2002     | Cincinnati, Spojené státy             | tvrdý       | Carlos Moyà         | 7–5, 7–6(5)                      |
| 6.  | 3. listopadu 2002  | Paříž, Francie                        | koberec (h) | Marat Safin         | 7–6(4), 6–0, 6–4                 |
| 7.  | 3. srpna 2003      | Los Angeles, Spojené státy            | tvrdý       | Wayne Ferreira      | 6–3, 4–6, 7–5                    |
| 8.  | 8. srpna 2004      | Cincinnati, Spojené státy             | tvrdý       | Andre Agassi        | 6–3, 3–6, 6–2                    |
| 9.  | 12. září 2004      | US Open, New York, Spojené státy      | tvrdý       | Roger Federer       | 6–0, 7–6(3), 6–0                 |
| 10. | 21. listopadu 2004 | Houston, Spojené státy                | tvrdý       | Roger Federer       | 6–3, 6–2                         |
| 11. | 30. ledna 2005     | Australian Open, Melbourne, Austrálie | tvrdý       | Marat Safin         | 1–6, 6–3, 6–4, 6–4               |
| 12. | 20. března 2005    | Indian Wells, Spojené státy           | tvrdý       | Roger Federer       | 6–2, 6–4, 6–4                    |
| 13. | 19. února 2006     | San José, Spojené státy               | tvrdý (h)   | Andy Murray         | 2–6, 6–1, 7–6(3)                 |
| 14. | 5. března 2006     | Las Vegas, Spojené státy              | tvrdý       | James Blake         | 7–5, 2–6, 6–3                    |
| 15. | 15. července 2012  | Newport, Spojené státy                | tráva       | John Isner          | 6–7(1–7), 4–6                    |
| 16. | 14. července 2013  | Newport, Spojené státy                | tráva       | Nicolas Mahut       | 7–5, 5–7, 3–6                    |

### Čtyřhra: 8 (3–5)
| Stav      | č. | datum             | turnaj                           | povrch    | spoluhráč          | soupeři ve finále              | výsledek                |
| --------- | -- | ----------------- | -------------------------------- | --------- | ------------------ | ------------------------------ | ----------------------- |
| Finalista | 1. | 9. ledna 2000     | Adelaide, Austrálie              | tvrdý     | Sandon Stolle      | Todd Woodbridge Mark Woodforde | 4–6, 2–6                |
| Finalista | 2. | 16. ledna 2000    | Sydney, Austrálie                | tvrdý     | Sandon Stolle      | Todd Woodbridge Mark Woodforde | 5–7, 4–6                |
| Vítěz     | 1. | 20. srpna 2000    | Indianapolis, Spojené státy      | tvrdý     | Sandon Stolle      | Jonas Björkman Max Mirnyj      | 6–2, 3–6, 6–3           |
| Vítěz     | 2. | 10. září 2000     | US Open, New York, Spojené státy | tvrdý     | Max Mirnyj         | Ellis Ferreira Rick Leach      | 6–4, 5–7, 7–6(7–5)      |
| Finalista | 3. | 9. března 2003    | Scottsdale, Spojené státy        | tvrdý     | Mark Philippoussis | James Blake Mark Merklein      | 4–6, 7–6(7–2), 6–7(5–7) |
| Finalista | 4. | 25. dubna2010     | Barcelona, Španělsko             | antuka    | Mark Knowles       | Daniel Nestor Nenad Zimonjić   | 6–4, 3–6, [6–10]        |
| Finalista | 5. | 17. února 2013    | San Jose, Spojené státy          | tvrdý (h) | Marinko Matosevic  | Xavier Malisse Frank Moser     | 0–6, 7–6(7–5), [4–10]   |
| Vítěz     | 3. | 13. července 2014 | Newport, Spojené státy           | tráva     | Chris Guccione     | Jonatan Erlich Rajeev Ram      | 7–5, 6–4                |

## Davisův pohár
Lleyton Hewitt se zúčastnil 40 zápasů v Davisově poháru  za tým Austrálie s bilancí 42–14 ve dvouhře a 16–5 ve čtyřhře.

## Postavení na žebříčku ATP na konci sezóny

### Dvouhra
| Rok    | 1997 | 1998   | 1999  | 2000 | 2001 | 2002 | 2003  | 2004 | 2005 | 2006  | 2007  | 2008  | 2009  | 2010  | 2011   | 2012  | 2013  | 2014  |
| Pořadí | 722. | ▲ 113. | ▲ 22. | ▲ 7. | ▲ 1. | ▬ 1. | ▼ 17. | ▲ 3. | ▼ 4. | ▼ 20. | ▼ 21. | ▼ 67. | ▲ 22. | ▼ 54. | ▼ 187. | ▲ 82. | ▲ 61. | ▲ 50. |

### Čtyřhra
| Rok    | 1997 | 1998   | 1999   | 2000  | 2001   | 2002   | 2003   | 2004   | 2005   | 2006    | 2007   | 2008   | 2009   | 2010   | 2011   | 2012   | 2013   | 2014   |
| Pořadí | 659. | ▲ 167. | ▲ 159. | ▲ 20. | ▼ 104. | ▼ 218. | ▲ 169. | ▼ 558. | ▼ 867. | ▼ 1417. | ▲ 382. | ▼ 648. | ▲ 455. | ▲ 158. | ▼ 503. | ▲ 190. | ▼ 262. | ▲ 115. |